# XM2001 Crusader
XM2001 «Крусейдер» (англ. XM2001 Crusader) — американська дослідна 155-мм самохідна гаубиця, яка розроблялася як самохідна артилерійська система наступного покоління й мала надійти на озброєння армії Сполучених Штатів на заміну застарілих САУ M109, і призначалася для поліпшення живучості, летальності, мобільності та ефективності артилерії. Основним підрядником була United Defense; General Dynamics — основний субпідрядник. Спочатку його планували прийняти на озброєння артилерійських частин до 2008 року. Однак, на початку травня 2002 року міністр оборони Дональд Рамсфелд скасував програму на 11 мільярдів доларів США, оскільки не вважав її ні мобільною, ні достатньо точною. Прототип самохідної установки XM2001 демонструється в артилерійському парку у форті Сілл.

## Зміст
Програма з розробки XM2001 «Хрестоносець» розпочалася в рамках ініціативи 1990-х років, коли на потребу армії Сполучених Штатів пропонувалася сучасніша система, здатна замінити лінійку застарілих самохідних гаубиць M109 «Паладін». 27-тонна САУ «Паладин» надійшла на озброєння у 1960-ті роки і застосовувалася за призначенням у багатьох конфліктах, де американські збройні сили брали участь. M109 також постачалася у значних кількостях на експорт до союзних держав по всьому світові та послідовно модернізувалася. За задумом розробників XM2001 мала стати наступником цієї лінії як високодосконала артилерійська система.
У лютому 2000 року на полігоні Юма в штаті Аризона розпочалися випробувальні стрільби «Крусейдер». У листопаді того ж року результати скорострільності досягли 10,4 пострілів на хвилину. У листопаді 2001 року була проведена попередня оцінка конструкції (англ. Preliminary Design Review, PDR). Початок виробництва було заплановано на 2006 рік, а прийняття «Крусейдер» на озброєння було заплановано на 2008 рік.
Передбачалося, що артилерійська система «Крусейдер» забезпечить кращу мобільність, ефективність і виживання, а також буде набагато легше в обслуговуванні і розгортанні, ніж наявні системи. Батарея з 6 «Крусейдерів» може доставити 15 тонн боєприпасів до цілі менш ніж за 5 хвилин.
Для досягнення цих високих показників компанія United Defense зменшила вагу і розміри артилерійської установки — від початкових 60 тонн до 38-41 тонни. Це дозволило одночасно перевозити 2 гаубиці літаком С-17 або С-5. Таким чином, досягалася висока мобільність у застосуванні самохідної гаубиці «Крусейдер» для вогневої підтримки у будь-якій точці земної кулі.
До складу «Крусейдер» мали входити дві машини — власно самохідна гаубиця XM2001 і броньована транспортно-завантажувальна машина XM2002. За рахунок високого ступеня автоматизації вдалося скоротити екіпаж як транспортно-завантажувальної машини, так і гаубиці всього до трьох осіб. Управління процесами заряджання і стрільби здійснювався з оснащеної комп'ютерами кабіни, захищеної бронею і оснащеної системою захисту від зброї масового ураження. Броньована транспортно-завантажувальна машина мала не тільки гусеничний, а й колісний варіант.